# سنت-لوس، کبک
سنت-لوس (به فرانسوی: Sainte-Luce) شهری در منطقه شهری لا میتیس ناحیه با-سن-لوران در استان کبک کانادا است. در سرشماری سال ۲۰۱۱ این شهر ۲٬۹۳۰ نفر جمعیت داشته‌است و مساحت آن ۷۴٫۸۸ کیلومتر مربع است.